# Вележа
Вележа (алб. Velezhë) је насељено место у општини Призрен на Косову и Метохији. Према попису становништва из 2011. у насељу је живело 460 становника.

## Положај
Атар насеља се налази на територији катастарске општине Вележа површине 263 ha. Ово село се налази у Призренском подгору.

## Историја
Године 1348, када се Вележа први пут помиње у даровници цара Стефана Душана манастиру Св. Арханђела код Призрена, село је било српско и у њему се налазила православна црква. Крајем 19. века, према запису руског конзула у Призрену, село је имало 8 српских и 3 латинске куће. Данас се у близини села налазе остаци старе цркве Свете Пречисте, са српским гробљем.

## Становништво
Према попису из 2011. године, Вележа има следећи етнички састав становништва:
| Националност | 2011.        |
| Албанци      | 460 (100,0%) |
| Укупно       | 460          |

| Демографија | Демографија | Демографија |
| Година      | Становника  | Становника  |
| ----------- | ----------- | ----------- |
| 1948.       | 197         |             |
| 1953.       | 354         |             |
| 1961.       | 439         |             |
| 1971.       | 597         |             |
| 1981.       | 763         |             |
| 1991.       | 865         |             |
| 2011.       | 460         |             |